# Alekséievskoie (Tatarstan)
|  | Per a altres significats, vegeu «Alekséievskoie». |

Alekséievskoie - Алексеевское (rus) és un possiólok de la República del Tatarstan, a Rússia. Es troba a la vora del riu Kama.